# Frits Noske
Frits Rudolf Noske (Den Haag, 13 december 1920 - Bellinzona, 15 september 1993) was een Nederlands musicoloog.

## Leven
Frits Noske was een zoon van Abraham Anthony Noske, uitgever van Nederlandse muziek (Muziekuitgeverij A.A. Noske), en pianiste Leny Friedländer. Broer Willem Noske was violist. Hij trouwde in 1949 met arts en sopraan Jeanne Albertine Fabius, Uit dat huwelijk kwamen dochter Barbara en zoon Roland voort. Tussen 1956 en 1962 woonde Frits Noske, van tafel en bed gescheiden, op kamers aan de Palestrinastraat in Amsterdam, vernoemd naar componist Giovanni Pierluigi da Palestrina. In 1962 volgde de definitieve echtscheiding en hertrouwde hij met Maria Catharina Nielsen. Uit dat huwelijk kwam zoon David voort. Een derde huwelijk deed hem in Airolo in Zwitserland belanden. Zijn as is bijgezet op de begraafplaats van het dorp Villa Bedretto (Ticino).
Frits Noske begon zijn een opleiding met een studie cello en muziektheorie. In de periode van de Tweede Wereldoorlog bezocht hij daartoe de conservatoria van Amsterdam en Den Haag. In die tijd componeerde hij ook een aantal stukken ter begeleiding van toneelstukken maar ook een aantal werken binnen het genre kamermuziek. Tussen 1945 en 1949 was hij student bij de musicoloog prof. Karel Philippus Bernet Kempers aan de Universiteit van Amsterdam met in het vervolgseizoen een studie aan de Sorbonne bij Paul-Marie Masson. Hij promoveerde in 1954 in Amsterdam bij prof. Bernet Kempers op het proefschrift La mélodie française de Berlioz à Duparc, in 1970 in herwerkte vorm in het Engels verschenen als French Song from Berlioz to Duparc. Ondertussen had hij al werk in de muziekwereld: docent muziektheorie aan de Muziekschool van Bussum (1951-1953), muziekgeschiedenis aan het Amsterdams Conservatorium (1951-1965) en assistent en bibliothecaris van de Openbare Muziekbibliotheek en Toonkunstbibliotheek (1950-1968),
Van 1965-1968 was hij tevens bijzonder hoogleraar aan de Rijksuniversiteit Leiden. In 1968/1969 volgde hij Bernet Kempers op als hoogleraar aan de Universiteit van Amsterdam.
In 1984 trok hij zich terug uit de actieve muziekwereld en vestigde zich in het Zwitserse Airolo. Hij werkte daar privé door binnen de Nederlandse en Italiaanse religieuze muziek van de 17e eeuw.
Hij overleed in Bellinzona. Zijn rouwadvertentie vermeldde:
- Emeritus-hoogleraar muziekwetenschap aan de Rijksuniversiteit Leiden en de Universiteit van Amsterdam
- Lid van de Koninklijke Nederlandse Akademie van Wetenschappen

Een van zijn leerlingen is Gustav Leonhardt.

## Publicaties (keuze)
- 1954. La mélodie française de Berlioz à Duparc. Paris: Presses universitaires de France & Amsterdam: North-Holland Publishing Company.
- 1957. Constantijn Huygens. Pathodia sacra et profana : Unius vocis cum basso continuo. Uitgave verzorgd door Frits Noske en Noelle Barker.  Amsterdam: North-Holland Publishing Company
- 1970. French song from Berlioz to Duparc: the origin and development of the melodie. Translated by Rita Benton. - 2nd edition revised by Rita Benton and Frits Noske. New York: Dover Publications.
- 1977. The Signifier and the Signified.:Studies in de operas of Mozart and Verdi. Den Haag: Martinus Nijhoff.
- 1989. Sweelinck. Oxford: Oxford University Press.
- 1989. Music bridging divided religions; The motet in the seventeenth century Dutch republic. Vols. 1 & 2.   Wilhelmshaven: Noetzel.
- 1992. Saints and Sinners: The latin musical dialogue in the seventeenth century. Oxford: Claredon Press.